# Touba
För andra betydelser, se Touba (olika betydelser).
Touba (eller Touba Mosquee) är en stad i västra Senegal, öster om huvudstaden Dakar. Den är belägen i regionen Diourbel. Staden är Senegals näst största med 753 313 invånare vid folkräkningen 2013 och bildar med grannstaden Mbacké ett storstadsområde med 830 569 invånare (2013). Touba är huvudorten för muridismen, en islamisk förgrening med centrum i området runt Touba och Mbacké. Staden breder ut sig runt den centralt placerade moskén, en av Afrikas största, med dess 87 meter höga minaret. 
Det finns flera marknader i Touba, den största är Okass. Staden ligger i ett område som präglas av jordbruk (jordnötter och hirs) och boskapsskötsel (zebu och getter).

## Historia
Staden grundades 1887 av schejk Ahmadou Bamba Mbacké som även grundade den muridiska trosinriktningen. Han begravdes 1927 i Touba som då var en liten bosättning. Mellan 1930 och 1963 byggdes Toubas stora moské över hans grav och staden blev ett pilgrimsmål. Efter självständigheten 1960 började staden växa mycket snabbt, den byggdes och utvecklades runt viktiga muridiska förebilder och helgons gravar. Flera av Ahmadou Bambas söner och sonsöner har kontrollerat Touba, många av dem har också varit andliga ledare för muridismen.